# Неймарк Ізраїль Овсійович
Ізраїль Овсійович Неймарк (21 серпня 1907, Підгородне — жовтень 1997, Нью-Йорк) — український радянський фізико-хімік, фахівець з колоїдної хімії, педагог. Доктор хімічних наук (1955), професор (1959). Лауреат Державної премії УРСР в галузі науки і техніки (1972). Першим у СРСР здійснив синтез цеолітів типу А і Х (мікропористих молекулярних сит), розробив експериментальні методи одержання мінеральних адсорбентів.
Понад 55 років — науковий співробітник Інституту фізичної хімії імені Л. В. Писаржевського АН УРСР (1933—1989), з яких 18 років — завідувач відділу синтезу та дослідження сорбентів. Учень професора Михайла Полякова, засновник власної наукової школи.

## Життєпис
Народився 21 серпня 1907 року в селі (нині місто) Підгородне на теперішній Дніпропетровщині.
У 1931 році закінчив Дніпропетровський фізико-хіміко-математичний інститут. Протягом двох років працював у Дніпропетровському металургійному інституті.
З 1933 року — науковий співробітник адсорбційної групи і лабораторії відділу каталізу Інституту фізичної хімії імені Л. В. Писаржевського АН УРСР (ІФХ), учень професора Михайла Полякова. Згодом захистив кандидатську дисертацію.
У 1955 році захистив дисертацію та здобув науковий ступінь доктора хімічних наук. Через два роки очолив новостворену лабораторію, пізніше відділ синтезу та дослідження сорбентів ІФХ. У 1959 році затверджений у вченому званні професора. З 1975 року — старший науковий співробітник-консультант відділу.
Жив у Києві, в будинку № 22/26 по вулиці Анрі Барбюса. Наприкінці 1980-х років емігрував до США, де й помер у Нью-Йорку в 90-річному віці в жовтні 1997 року.

## Наукова діяльність
Засновник власної наукової школи. Серед учнів Ізраїля Неймарка, зокрема, професор Володимир Ільїн і академік Володимир Стрелко. Один із перших членів Українського республіканського хімічного товариства імені Д. І. Менделєєва, його секретар.
За ініціативою академіка Михайла Дубініна проводив фундаментальні дослідження синтезу цеолітів. У 1957 році створив лабораторію з дослідження мінеральних сорбентів, де вже через два роки, першим у СРСР, здійснив синтез цеолітів типу А і Х (мікропористих молекулярних сит). Академік Володимир Стрелко називав професора Неймарка в переліку піонерів вивчення адсорбції, наголошуючи, що він експериментально дослідив закономірності пороутворення в неорганічних гелях.
Автор теорії структуроутворення силікагелів, яка була використана як фундамент для розробок методів одержання ксерогелів із заданою однорідною пористістю. З'ясував механізм синергізму для змішаних сорбентів різних класів.
У 1972 році, спільно з колегами, нагороджений Державною премією УРСР в галузі науки і техніки «за науково-технологічну розробку, впровадження виробництва дисперсних кремнеземів з хімічно модифікованою поверхнею та їх застосування як загусників мастильних матеріалів».

## Науковий доробок (частковий)
- Неймарк І. О., Хрізман І. А. Об'ємне азотування фуродиту // Вісті Ін-ту фіз. хімії. — 1946. — Т. 14. — С. 86–95.
- Неймарк И. Е. Адсорбционные свойства силикагелей и их связь со структурой // Сообщ. о научн. работах членов Всесоюзн. хим. об-ва им. Д. И. Менделеева. — 1947. — Вып. 2. — С. 41–42.
- Неймарк И. Е. Изменение пористости силикагелей при их прокалывании // Сообщ. о научн. работах членов Всесоюзн. хим. об-ва им. Д. И. Менделеева. — 1947. — Вып. 3. — С. 34–35.
- Неймарк И. Е., Хацет Ф. И. Влияние поверхностного натяжения коагулятора на формирование внутренней структуры силикагелей // Коллоидный журн. — 1947. — Т. 9, вып. 43. — С. 288—296.
- Неймарк І. О., Флейдлін Л. Х., Фрідман Г. А. та ін. Зміна структури силікагелевого каталізатора при його отруєнні // Доп. АН УРСР. — 1947. — № 5. — С. 27–32.
- Неймарк И. Е., Хацет Ф. И., Шейнфайн Р. Ю. Сорбционные свойства и структура агликагелей // Докл. АН СССР. — 1948. — Т. 61, № 5. — С. 1057—1060.
- Неймарк И. Е., Хацет Ф. И. Влияние поверхностного натяжения коагулятора на формирование внутренней структуры силикагеля // Коллоидный журн. — 1949. — Т. 9, № 4. — С. 289—296.
- Неймарк И. Е., Шейнфайн Р. Ю. Влияние характера пористости силикагеля-катализатора на процесс парофазного гидролиза хлорбензола // Журн. физич. химии. — 1949. — Т. 23, вып. 5. — С. 595—604.
- Неймарк И. Е., Шейнфайн Р. Ю. О механизме термической дезактивации силикагеля // Укр. хим. журн. — 1949. — Т. 14, вып. 2. — С. 24–32.
- Неймарк І. О., Хацет Ф. І. Про роль структури адсорбента в молекулярній хроматографії парів // Доп. АН УРСР. — 1949. — № 2. — С. 24–29.
- Неймарк І. О., Фрейдлін Л. Х., Фрідман Г. А., Шейнфайн Р. Ю. Зміна структури силікагелевого каталізатору при його отруєнні // Доп. АН УРСР. — 1949. — № 5. — С. 27–32.
- Неймарк І. О., Фрейдлін Л. Х., Фрідман Г. А., Хацет Ф. І., Шейнфайн Р. Ю. Пористість каталізатора і умови оптимального використання його поверхні // Доп. АН УРСР. — 1949. — № 6. — С. 27–31.
- Неймарк И. Е. Зависимость адсорбционных и каталитических свойств силикагелей от характера их структуры // Катализ: Труды Всесоюзного совещания по катализу, посвященного памяти им. Л. В. Писаржевского. — К.: Изд-во АН УССР, 1950. — С. 178—196.
- Неймарк И. Е., Хацет Ф. И. О фазовом состоянии веществ в адсорбционном слое // Докл. АН СССР. — 1950. — Т. 74, № 4. — С. 751—754.
- Силикагель, его получение, свойства и применение / И. Е. Неймарк, Р. Ю. Шейнфайн ; АН УССР. Ин-т физ. химии им. Л. В. Писаржевского. — Киев: Наук. думка, 1973. — 200 с. : ил.
- Синтетические минеральные адсорбенты и носители катализаторов / И. Е. Неймарк. — Киев: Наук. думка, 1982. — 216 с. : ил.
- Пористые адсорбенты в народном хозяйстве / И. Е. Неймарк. — Киев: О-во «Знание» УССР, 1986. — 31,[1] с.

### Авторські свідоцтва на винаходи (у співавторстві)
- 1944 — «Способ изготовления заменителя воска»
- 1946 — «Способ изготовления закрепителя казеиновых покрывных красок»
- 1951 — «Способ получения силикагеля»
- 1954 — «Способ получения смешанного сорбента-графито-силикагеля»
- 1957 — «Способ получения аэрогеля кремниевой кислоты»
- 1965 — «Способ получения алюмосиликатного адсорбента»
- 1965 — «Способ получения катионитов, содержащих карбоксильные группы»
- 1966 — «Способ одновременного получения этилбензола и стирола»
- 1967 — «Способ получения цеолита типа природного фожазита»
- 1967 — «Способ получения карбоксилорганокремнезема»
- 1968 — «Способ получения металлизированных силикагелей»
- 1968 — «Способ получения адсорбентов»
- 1968 — «Способ получения металлического палладия»
- 1970 — «Способ приготовления носителя для катализаторов»
- 1975 — «Способ очистки хлористого метилена»
- 1975 — «Способ очистки газов от ртути»
- 1975 — «Способ получения пористого алюмофосфата»
- 1978 — «Способ получения синтетических цеолитов»
- 1981 — «Состав для получения синтетического цеолита»
- 1987 — «Способ получения силикагеля с молекулярно-ситовыми свойствами»